# Хари Даршан (фильм)
Хари Даршан (фильм) (англ. Hari Darshan) — индийский фильм, выпущенный студией Joy Films в 1982 году и посвящённый преданному Прахладе и связанным с ним событиям. Сюжет раскрывает преданность Прахлада богу Вишну (Хари), благодаря которой тот являет себя (даршан) для защиты Прахлада от истязаний отца-демона. История Прахланда излагается пуранами: «Вишну-пураной» и «Шримад Бхагаватам», отдельные эпизоды мифа содержатся в «Махабхарате».
Режиссёром фильма выступил Чандракант, в нём снялись такие известные индийские актёры 1970-х годов как Дара Сингх, Сатьяджит, Абхи Бхаттачарья, Рандхава, Сароджа Деви и другие, которые изображают персонажей времён Прахлада. Большую часть песен Прахлада исполняет индийская закадровая певица Лата Мангешкар.

## Сюжет
В семье царя демонов Хираньякашипу рождается мальчик с удивительным характером. С детства он испытывает глубокую веру и любовь к богу Вишну (Хари). Прахлада непрестанно воспевает его имя и мантру «ОМ Намо Нараяна», вдохновляя на божественную любовь (бхакти) окружающих. Вопреки воле отца, возгордившегося своим могуществом, Прахлада уже в утробе матери стал почитателем Вишну. Хираньякашипу сначала предпринимает усилия разубедить сына. После провала своих попыток он в гневе хочет его убить. Хираньякашипу приказывает зарубить Прахлада, напускает на него змей, слонов, брахманов с заклинаниями, травит его ядом, топит в океане, обрушивает на него камни. Однако Прахлада воспевает имя Вишну, которое его оберегает и делает неуязвимым. В споре с сыном Хираньякашипу стал утверждать, что Вишну не вездесущ, поскольку его нет в колонне дворца. Он презрительно ударил по колонне булавой, после чего из колонны чудесным образов выходит Вишну в образе Нарасимхи (человека-льва). Нарасимха убивает Хираньякашипу, тем самым избавляя от притеснений Прахлада и всю землю от тирании демона.

## Актерский состав
| Персонаж                      | Актёр            |
| ----------------------------- | ---------------- |
| Прахлада                      | Сатьяджит        |
| Хираньякашипу (отец Прахлада) | Рандхава         |
| Каядху (мать Прахлада)        | Сароджа Деви     |
| Вишну                         | Абхи Бхаттачарья |
| Лакшми                        | Джаяшри Гадкар   |
| Шива                          | Дара Сингх       |
| Холика (сестра Хираньякашипу) | Сухата           |

## Музыкальные эпизоды
| Наименование                  | Содержание                                       | Исполнитель песни              | Интернет-ссылка |
| ----------------------------- | ------------------------------------------------ | ------------------------------ | --------------- |
| Jai Jai Narayan               | Прахлада воспевает имя Нараяны во дворце отца    | Лата Мангешкар                 | Ссылка          |
| Apna Hari Hai Hazar Haathwala | «Тысяча рук Бога»                                | Лата Мангешкар                 | Ссылка          |
| Idhar Bhi Ishwar Udhar Bhi    | «Даже здесь есть Бог»                            | Хемлата, Камаль Барот          | Ссылка          |
| Jai Jai Narayan               | Воспевание имени Нараяны в современной аудитории | Махендра Капур, Лата Мангешкар | Ссылка          |
| Karo Hari Darshan             | «Перед явлением Бога»                            | Махендра Капур                 | Ссылка          |
| Maarnewala Hai Bhagwan        | «Бог умерщвляет и Бог спасает»                   | Лата Мангешкар                 | Ссылка          |
| Prabhu Ke Bharose             | «Доверие к Господу»                              | Лата Мангешкар                 | Ссылка          |
| Hari Naam Dhun                | Повторение имени Бога                            | Лата Мангешкар                 | Ссылка          |